# Степовое (Чернобаевский район)
Степовое (укр. Степове) — село в Чернобаевском районе Черкасской области Украины.
Население по переписи 2001 года составляло 789 человек. Занимает площадь 1 км². Почтовый индекс — 19961. Телефонный код — 4739.

## Местный совет
19961, Черкасская обл., Чернобаевский р-н, с. Степовое, ул. Октябрьская, 20